# Ningaui ridei
Ningaui ridei är en pungdjursart som beskrevs av William Archer 1975. Ningaui ridei ingår i släktet Ningaui och familjen rovpungdjur. IUCN kategoriserar arten globalt som livskraftig. Inga underarter finns listade.
Pungdjuret förekommer i stora delar av centrala Australien där arten vistas i torra områden som är täckta av gräs och buskar.